# Березівська сільська територіальна громада (Сумська область)
Березівська сільська громада — об'єднана територіальна громада в Україні, у Шосткинському районі Сумської області. Адміністративний центр — село Береза.
Площа громади — 465,1 км², населення — 5281 мешканець (2018).
Утворена 25 серпня 2015 року шляхом об'єднання Березівської, Горілівської, Землянківської, Іващенківської, Обложківської, Первомайської, Слоутської та Шевченківської сільських рад колишнього Глухівського району.
19 липня 2020 року, в результаті адміністративно-територіальної реформи та ліквідації Глухівського району, громада увійшла до складу новоутвореного Шосткинського району.

## Населені пункти
До складу громади входять 20 сіл та 1 селище.
| Населений пункт | Населення (2015) |
| --------------- | ---------------- |
| Слоут           | 1398             |
| Береза          | 1367             |
| Шевченкове      | 931              |
| Обложки         | 586              |
| Янівка          | 461              |
| Землянка        | 381              |
| Горіле          | 230              |
| Іващенкове      | 215              |
| Есмань          | 41               |
| Кривенкове      | 36               |
| Клочківка       | 33               |
| Янів Хутір      | 33               |
| Нарбутівка      | 28               |
| Гута            | 14               |
| Масензівка      | 11               |
| Долина          | 8                |
| Жалківщина      | 0                |
| Кушкине         | 0                |
| Одрадне         | 0                |
| Попівщина       | 0                |
| Шакутівщина     | 0                |